# Corynotheca
Corynotheca es un género  de plantas monocotiledóneas perteneciente a la familia Asparagaceae. Incluye seis especies nativas de Australia.

## Especies
A continuación se brinda un listado de las especies del género Corynotheca aceptadas hasta marzo de 2011, ordenadas alfabéticamente. Para cada una se indica el nombre binomial seguido del autor, abreviado según las convenciones y usos, y la publicación válida. Finalmente, para cada especie también se detalla su distribución geográfica.
- Corynotheca asperata R.J.F.Hend., in Fl. Australia 45: 473 (1987). Noreste de Australia Occidental, Sudoeste del Territorio del Norte.
- Corynotheca flexuosissima R.J.F.Hend., in Fl. Australia 45: 474 (1987). Oeste y centro de Australia Occidental.
- Corynotheca lateriflora (R.Br.) F.Muell. ex Benth., Fl. Austral. 7: 49 (1878). Norte del Territorio del Norte.
- Corynotheca licrota R.J.F.Hend., in Fl. Australia 45: 474 (1987). Centro y sur de Australia.
- Corynotheca micrantha (Lindl.) Druce, Rep. Bot. Soc. Exch. Club Brit. Isles 1916: 616 (1917). Centro y oeste de Australia. 
  - Corynotheca micrantha var. acanthoclada (F.Muell.) R.J.F.Hend., in Fl. Australia 45: 474 (1987). Oeste de Australia Occidental.
  - Corynotheca micrantha var. divaricata R.J.F.Hend., in Fl. Australia 45: 474 (1987). Centro de Australia.
  - Corynotheca micrantha var. elongata R.J.F.Hend., in Fl. Australia 45: 475 (1987). Oeste y sudoeste de Australia Occidental.
  - Corynotheca micrantha var. gracilis R.J.F.Hend., in Fl. Australia 45: 475 (1987). Noroeste de Australia Occidental.
  - Corynotheca micrantha var. micrantha. W. Australia Occidental.
  - Corynotheca micrantha var. panda R.J.F.Hend., in Fl. Australia 45: 475 (1987). Sur de Australia Occidental.
- Corynotheca pungens R.J.F.Hend., in Fl. Australia 45: 475 (1987). Oeste y Centro de Australia Occidental.